# Campionato nordamericano femminile di pallavolo 1969
Il I campionato nordamericano femminile di pallavolo si è svolto nel 1969 a Città del Messico, in Messico. Al torneo hanno partecipato 7 squadre nazionali nordamericane e la vittoria finale è andata al Messico

## Classifica finale
| Classifica | Squadre     |
| ---------- | ----------- |
|            | Messico     |
|            | Cuba        |
|            | Stati Uniti |
| 4          | Canada      |
| 5          | Porto Rico  |
| 6          | Haiti       |
| 7          | Panama      |